# ポホヨラ
ポホヨラ（Pohjola）は、フィンランド神話に登場する伝説の地名であり、ポホラ（北）すなわち北の国を意味する。北極圏全体をも指し、『カレワラ』の世界においてはサーミ人の土地でもある。
現実の世界では、ポホヨラはラップランド（フィンランド）の一部および古カイヌーを含んでいる。ポホヨラはまた純粋に神話上の地名としても考えられており、それは悪の起原、不吉な予感を与える永遠に寒冷な遠い北の国である。病気と霜はポホヨラからもたらされるものであるとされる。ポホヨラはヴァイノーラ、すなわちカレワラの民の国の敵国である。
神話においては、ポホヨラの支配者は強大な力を持つ魔女・ロウヒである。偉大な鍛冶であるセッポ・イリマリネンは、彼女の命令でサンポを鋳造し、彼女の娘と結婚することを条件にサンポを彼女に引き渡した。サンポとは、ギリシャ神話におけるコルヌコピア（豊穣の角）のような、豊穣をもたらす魔法の挽き臼で、ポホヨラの人々に大量の穀物を生み出した。星々が埋め込まれ、世界の柱を軸として回っているサンポのchurning lid は、天の円蓋（星空）の象徴である。
他の人物たちもまた、ロウヒの娘（ポホヨラの娘）との結婚を望んだ。彼らの中には、冒険家・レンミンカイネンや大賢者・ワイナミョイネンも含まれていた。ロウヒは彼ら求婚者たちに、例えば「トゥオネラの白鳥」を射るような、サンポの鋳造と同様の偉業を要求したため、これに成功する者はなかった。娘とイリマリネンの結婚式にはポホヨラの大広間で盛大な結婚式と大宴会が催された。
フィンランド神話によれば、ポホヨラは北の地平線のすぐむこう、世界の支柱となる柱の基部（世界樹の根）に位置している。サンポの鋳造と保有によって、ポホヨラの暗い領域にある大いなる山の内部に住む魔女ロウヒは莫大な富を獲得した。
南に住む人々はサンポの獲得と使用のために多くの闘争と戦争を引き起こした。そしてそれに続くサンポの破壊と喪失は、北極の世界樹の崩壊を暗示しており、カレワラの多くの重要な主題をなしている。